# ریکو چیبا
ریکو چیبا (انگلیسی: Reiko Chiba؛ زادهٔ ۸ ژانویهٔ ۱۹۷۵) یک خواننده اهل ژاپن است.